# Władysław Marcinkowski (1906–1996)
Władysław Marcinkowski, ps. Jaxa (ur. 26 maja 1906 w Skarżysku-Kamiennej, zm. 18 marca 1996) – polski inżynier, działacz polityczny o orientacji narodowej, w trakcie okupacji niemieckiej jeden z organizatorów i przywódców Organizacji Wojskowej Związek Jaszczurczy i pułkownik Narodowych Sił Zbrojnych.

## Życiorys
Urodził się w Skarżysku-Kamiennej jako syn ówczesnego dyrektora tamtejszej odlewni „Kamienna”. W dzieciństwie mieszkał w Rostowie nad Donem, zaś w 1918 osiadł wraz z rodzicami w Warszawie, gdzie ukończył Gimnazjum im. Stanisława Staszica. W 1931 uzyskał dyplom inżyniera na Wydziale Mechanicznym Politechniki Warszawskiej. W dwudziestoleciu międzywojennym odbył służbę wojskową w Szkole Podchorążych Centrum Wyszkolenia Saperów, a także ukończył kurs w Centrum Wyszkolenia Broni Pancernych oraz kurs Dowódców Batalionu Piechoty dla Oficerów Technicznych. W latach 1937–1939 wydawca antysemickiego czasopisma "Alarm : organ Związku Polskiego Okręgu Warszawskiego : tygodnik społeczno-gospodarczy". Do wybuchu II wojny światowej pracował w firmie inżynieryjnej której założycielem był jego ojciec.
Po agresji III Rzeszy na Polskę, uczestniczył w polskiej wojnie obronnej września 1939 jako dowódca plutonu w 1 dywizjonie pociągów pancernych. W okresie okupacji niemieckiej był członkiem kierownictwa tzw. Grupy Szańca wywodzącej się ze środowiska Obozu Narodowo-Radykalnego ABC. Był jednym z organizatorów Związku Jaszczurczego w którym odpowiadał za organizację pionu wojskowego. Po powstaniu Narodowych Sił Zbrojnych, był członkiem politycznego organu zwierzchniego NSZ – Tymczasowej Narodowej Rady Politycznej. Warszawę opuścił przed wybuchem powstania warszawskiego i 13 sierpnia 1944 objął funkcję zastępcy dowódcy Brygady Świętokrzyskiej NSZ. Brał udział w walkach toczonych przez Brygadę Świętokrzyską NSZ, a także wraz z nią przeszedł na Zachód. Po wojnie pozostał na emigracji. W 1951 osiadł w Kanadzie.
W 1944 został odznaczony Złotym Krzyżem Narodowego Czynu Zbrojnego.
Jest autorem autobiograficznej książki Wspomnienia 1934-1945.

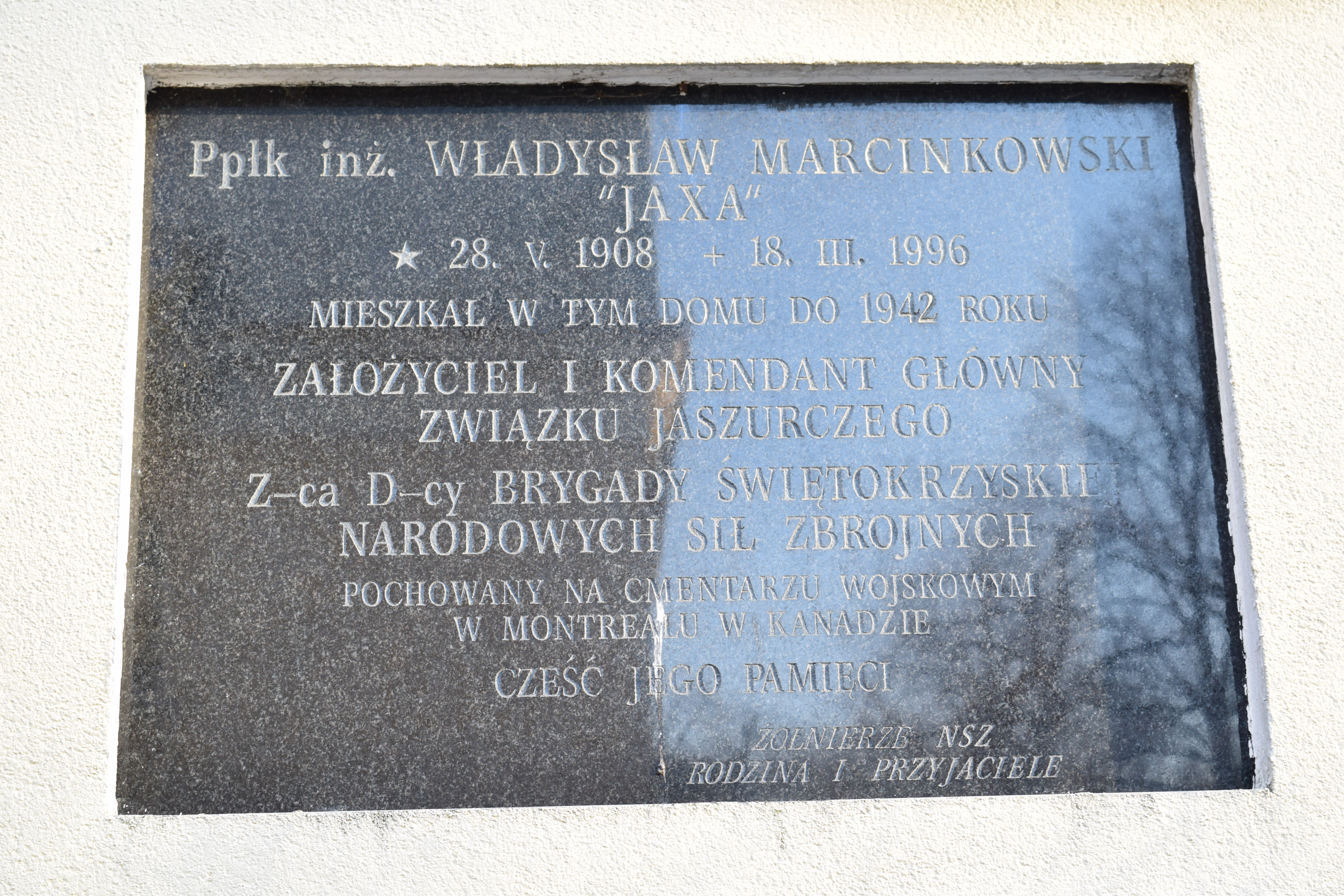
Tablica pamiątkowa na budynku przy ulicy Marcina Kromera 4 w Warszawie (adres obecny), poświęcona pamięci Władysława Marcinkowskiego